# 4. korpus (Indija)
4. korpus je korpus Indijske kopenske vojske.

## Organizacija
Trenutna
- Poveljstvo
- 2. gorska divizija
- 5. gorska divizija
- 21. gorska divizija
- 71. gorska divizija